# Vision Thing
Albums de The Sisters of Mercy
Floodland
(1987) Some Girls Wander by Mistake
(1992)
Singles
1. More
Sortie : octobre 1990
2. Doctor Jeep
Sortie : décembre 1990
3. When You Don't See Me (remix)
Sortie : février 1991

Vision Thing est le troisième album du groupe britannique The Sisters of Mercy, sorti le 22 octobre 1990.
Le groupe compte désormais dans ses rangs le bassiste Tony James et les guitaristes Tim Bricheno et Andreas Bruhn. En outre, Maggie Reilly et John Perry (ex membre du groupe The Only Ones) participent à l'enregistrement.
L'album s'oriente vers un son rock plus basique.
Il est réédité en 2006 avec cinq titres supplémentaires.

## Liste des titres
Toutes les paroles sont écrites par Andrew Eldritch sauf mention, toute la musique est composée par Andrew Eldritch sauf mention.
| No | Titre                 | Paroles                    | Musique            | Durée |
| -- | --------------------- | -------------------------- | ------------------ | ----- |
| 1. | Vision Thing          |                            |                    | 4:35  |
| 2. | Ribbons               |                            |                    | 5:25  |
| 3. | Detonation Boulevard  | - Andreas Bruhn - Eldritch |                    | 3:52  |
| 4. | Something Fast        |                            |                    | 4:36  |
| 5. | When You Don't See Me |                            | - Bruhn - Eldritch | 4:47  |
| 6. | Doctor Jeep           |                            | - Bruhn - Eldritch | 4:41  |
| 7. | More                  | - Eldritch - Jim Steinman  |                    | 8:21  |
| 8. | I Was Wrong           |                            |                    | 6:03  |

| 9.  | You Could Be the One (face B du single More)                         | Bruhn              | 4:01 |
| 10. | When You Don't See Me (remix) (version remixée du single)            | - Bruhn - Eldritch | 4:43 |
| 11. | Doctor Jeep (Extended version) (version longue du maxi Doctor Jeep)  | - Bruhn - Eldritch | 8:59 |
| 12. | Ribbons (live) (face B du maxi When You Don't See Me (remix))        |                    | 4:25 |
| 13. | Something Fast (live) (face B du maxi When You Don't See Me (remix)) |                    | 3:02 |

## Musiciens
- Andrew Eldritch : chant, guitares, claviers
- Tony James : basse
- Tim Bricheno : guitares
- Andreas Bruhn : guitares
- Doktor Avalanche : boîte à rythmes

Musiciens additionnels
- John Perry : guitare, bottleneck, sur Detonation Boulevard
- Maggie Reilly : chœurs, sur Vision Thing, More, Detonation Boulevard, Something Fast et Doctor Jeep

### Classements hebdomadaires
| Classement (1990)             | Meilleure place |
| ----------------------------- | --------------- |
| Allemagne (Media Control AG)  | 13              |
| Autriche (Ö3 Austria Top 40)  | 21              |
| Nouvelle-Zélande (RIANZ)      | 38              |
| Royaume-Uni (UK Albums Chart) | 11              |
| Suède (Sverigetopplistan)     | 22              |
| Suisse (Schweizer Hitparade)  | 22              |

### Certifications
| Pays              | Certification | Unités certifiées |
| ----------------- | ------------- | ----------------- |
| Allemagne (BVMI)  | Or            | 250 000           |
| Royaume-Uni (BPI) | Argent        | 60 000            |

## Singles et maxis tirés de l'album
- More/ You Could Be the One/ More (remix)
- Doctor Jeep/ Knockin' on Heaven's Door (live)/ Doctor Jeep (Extended version)/ Burn (live)/ Amphetamine Logic (live)
- When You Don't See Me/ Ribbons (live)/ Something Fast (live)/ When You Don't See Me (remix)